# Улица Черемнова — Конюхова улица
Черемно́ва-Ко́нюхова — улица в Великом Новгороде. Находится на Торговой стороне, на территории исторического Плотницкого конца.
Проходит от берега Волхова (Набережная Александра Невского) до вала Окольного города (улица Панкратова). Примерно в середине под прямым углом пересекается с Большой Московской. Протяжённость — 610 м.
Образовалась после 1778 года в ходе реализации плана по перепланировке Новгорода. Упоминается впервые в 1442 году как Конюхова улица. Присутствует также на плане города 1756 года. В XVIII—XX вв. назвалась Ефимьевская (Ефимиевская) по Ефимьевскому монастырю, находившемуся на ней с 1197 по 1787 год.
9 января 1964 года названа именем Героя Советского Союза Черемнова Л. А. 12 сентября 1991 года восстановлено название Конюхова. 3 сентября 1993 года получила двойное название — Черемнова-Конюхова.
Улица застроена административными и жилыми многоквартирными домами. На ней расположены: детская поликлиника, гимназия «Квант», Образовательный центр «Диалог»,

## Конюхов раскоп
В 1994 году Центр организации археологических исследований при НГОМЗ провёл изыскания на Конюховом раскопе. Площадь раскопа составила 192 м². Исследована статиграфия участка. Обнаружены остатки трёх ярусов настила мостовой древней Конюховой улицы.